# Sarah Perles
Sarah Perles é uma actriz luso-marroquina, reconhecida pela sua interpretação no filme Sofia (2018), realizado por Meryem Benm'Barek e premiado na categoria Un Certain Regard do Festival de Cannes de 2018.

## Biografia
Filha de mãe marroquina e pai português, Sarah Perles nasceu em Paris, França, fixando-se com a sua família em Agadir, Marrocos, dos cinco aos seus onze anos de idade, onde aprendeu a falar francês, inglês, português, espanhol e árabe. Após terminar os seus estudos liceais, ingressou na Faculdade de Medicina de Paris, contudo pouco depois, decidida a seguir outro rumo, desistiu do curso de Medicina e matriculou-se na escola de teatro Cours Florent, onde estudou Representação.
Completando o curso em 2011, a então aspirante a actriz viajou para o Reino Unido, onde passou a residir alternadamente entre Londres e Paris, enquanto concorria a várias audições. Obtendo pequenos papéis em anúncios publicitários e algumas curtas-metragens, Sarah Perles decidiu aperfeiçoar o seu inglês e regressou aos estudos, tendo frequentado vários workshops da escola de representação The Actors Center de Londres, no ano de 2014.
Um ano depois, teve a sua estreia no mundo do cinema ao integrar o elenco principal da longa metragem Never Let Go, realizada por Howard J. Ford. Nos meses e anos que se seguiram, a actriz luso-marroquina participou em vários projectos cinematográficos e televisivos, destacando-se pelo seu desempenho nos filmes BurnOut (2017) de Nour-Eddine Lakhmari, Sofia (2018) de Meryem Benm'Barek, premiado na categoria Un Certain Regard do Festival de Cannes de 2018, ou ainda na série de televisão marroquina de grande sucesso Al madi la yamout (2019), realizada por Hicham El Jebbari. 
Obtendo papéis secundários e participações especiais em séries espanholas, dinamarquesas, americanas e inglesas, a actriz já conta no seu currículo com várias produções internacionais como as séries The Team, Instinto, Blood & Treasure, El Cid, Doctor Who ou Homeland.

## Filmografia
| Ano  | Título                          | Realizador/Criador                      | Tipo               | Papel                  |
| ---- | ------------------------------- | --------------------------------------- | ------------------ | ---------------------- |
| 2012 | Being Earnest                   | Laureline Garcia                        | curta-metragem     | Scarlet                |
| 2013 | Empty Promises                  | Naike Dubois                            | curta-metragem     | Claire                 |
| 2014 | Trolls                          | Jake Bryan-Amaning                      | curta-metragem     | Hattie                 |
| 2015 | L'eau de Colette                | Josh Marchitelli                        | curta-metragem     | Colette                |
| 2015 | Memento Mori                    | Olivia Starr                            | curta-metragem     |                        |
| 2015 | Never Let Go                    | Howard J. Ford                          | longa-metragem     | Bouchra                |
| 2016 | L'Ghoul                         | Anouar Mouatassim                       | série de televisão | Hayat (4 episódios)    |
| 2017 | BurnOut                         | Nour-Eddine Lakhmari                    | longa-metragem     | Aida                   |
| 2017 | Papillon                        | Hamid Basket                            | longa-metragem     | Yasmine                |
| 2017 | El Llamado del Desierto         | Pablo César                             | longa-metragem     | Ahlam                  |
| 2017 | Palestine                       | Julio Soto Gurpide & Mohamed El Badaoui | longa-metragem     | Rana                   |
| 2018 | The Team                        | Kasper Gaardsøe                         | série de televisão | Malu (8 episódios)     |
| 2018 | Sofia                           | Meryem Benm'Barek                       | longa-metragem     | Lena                   |
| 2019 | Los Nuestros                    | Joaquín Llamas                          | série de televisão | Briska (2 episódios)   |
| 2019 | Chimerica                       | Michael Keillor                         | série de televisão | Mãe Síria (1 episódio) |
| 2019 | Al madi la yamout               | Hicham El Jebbari                       | série de televisão |                        |
| 2019 | Instinto                        | Teresa Fernández-Valdés & Ramón Campos  | série de televisão | Nasira (2 episódios)   |
| 2019 | Blood & Treasure (1ª Temporada) | Matthew Federman & Stephen Scaia        | série de televisão | Aya (1 episódio)       |
| 2020 | Homeland (8ª Temporada)         | Howard Gordon & Alex Gansa              | série de televisão | Paksima (1 episódio)   |
| 2020 | Doctor Who (12ª Temporada)      | Emma Sullivan                           | série de televisão | Elise (1 episódio)     |
| 2020 | Opération Portugal              | Frank Cimière                           | longa-metragem     | Julia                  |
| 2020 | El Cid                          | Luis Arranz & José Velasco              | série de televisão | Amina (3 episódios)    |
| 2021 | Al madi la yamout 2             | Hicham El Jebbari                       | série de televisão |                        |
| 2021 | Alegría                         | Violeta Salama                          | longa-metragem     | Dunia                  |
| 2021 | Atoman, Wind Rider              | Anouar Moatassim                        | longa-metragem     | Sanaa Benkirane        |